# Johan Leche
Johan Leche, född 22 september 1704 i Skåne, död 17 juni 1764 i Åbo, var en svensk naturforskare.

## Biografi
Johan Leche föddes i Barkåkra församlings prästgård i Skåne som son till kyrkoherden Jöns Leche och hans hustru Kristina Paulin. Leche blev student vid Lunds universitet och var under sin studenttid informator hos assessor Nils Bildensköld på Simonstorp i Skåne. Denne hade vid något tillfälle yttrat en önskan, att hans barn skulle få lära sig naturalhistoria, vilket fick Leche att börja sina naturstudier, vilka snart fångade honom så, att han övergav sin föresats att träda i kyrkans tjänst och istället beslöt att bli läkare. På förord av arkiater Kilian Stobaeus kallades Leche 1735 till anatomie prosektor och utnämndes, sedan han vunnit medicine doktorsgraden 1740, samma år till provinsialläkare i Skaraborgs län. Fem år senare antogs han till ostindiska kompaniets läkare i Göteborg, och invaldes samma år till ledamot av Kungliga Vetenskapsakademien och befordrades 1748 till medicine professor i Åbo.
Såsom naturforskare njöt Leche hög aktning av Linné, som ofta begagnade sig av hans uppgifter, särskilt i läran om fåglarna, och till hans ära uppkallade ett örtsläkte Lechea och en insektsart Pahlæna Lecheana. Av Leches efterlämnade skrifter märks främst Dissertatio sistens primitias Floræ Scaniæ. Leche var mångsidig och företog bland annat meteorologiska observationer, ordnade mineralsamlingar, uppbyggde en anatomisal och ett kemiskt laboratorium. Som läkare gjorde han sin främsta insats genom att främja koppympningen.
Han var sedan 1748 gift med Helena Elisabeth Svenonius.